# Eric Rush
Pour les articles homonymes, voir Rush.

a Compétitions nationales et continentales officielles uniquement.

b Matchs officiels uniquement.
Dernière mise à jour le 12 décembre 2018.
Eric James Rush, né le 11 février 1965 à Kaeo (District du Far North, Nouvelle-Zélande), est un joueur de rugby à XV néo-zélandais, qui a joué 29 fois (dont 9 tests matchs) pour les All-Blacks de 1992 à 1996. C'était un flanker qui s'est repositionné ailier, de 1,83 m pour 87 kg.
C'est surtout une légende du rugby à sept, jouant avec l'équipe de Nouvelle-Zélande pendant seize ans.

## Biographie
Dans une carrière remarquable au sein de l'équipe nationale de rugby à sept néo-zélandaise, qui débuta en 1988 et continua jusqu'à son 39e anniversaire en 2004, Eric Rush disputa plus de 60 tournois, avec des moments forts comme les deux médailles d'or aux Jeux du Commonwealth et la victoire lors de la Coupe du monde de rugby à sept en 2001.
Il a également joué pour les All Blacks peu de temps avant l'émergence de Jonah Lomu, ce qui mit fin à sa carrière. Et, chose surprenante, Jonah Lomu jouera un rôle majeur dans la victoire néo-zélandaise de la Coupe du monde de rugby à sept en 2001. Car Eric Rush se cassa une jambe dans le dernier match de poule du tournoi de la Nouvelle-Zélande et Jonah Lomu prit sa place.

## Palmarès
- Finaliste de la Coupe du monde 1995.
- Vainqueur du Tri-nations en 1996.

## Statistiques

### En équipe nationale
De 1995 à 1996, Eric Rush compte 9 sélections avec les All-Blacks, inscrivant 25 points. Avec les Kiwis, il dispute une Coupe du monde en 1995. Il participe à une édition du Tri-nations en 1996.